# Hallam, Nebraska
Hallam är en ort i Lancaster County i delstaten Nebraska. Enligt 2010 års folkräkning hade Hallam 213 invånare.